# Spansk körvel
Spansk körvel (Myrrhis odorata) (L.) Scop. är en flerårig växt med ormbunksliknande blad och små vita blommor i flockar som blommar i maj-juni.
Bladen har en stark och aromatisk doft som kommer fram, när man gnuggar dem. Smaken påminner om lakrits eller anis.
Kromosomtal 2n = 22.

## Habitat
Finns vildväxande enbart i Europa, huvudsakligen i lägre områden omslutande Alpernas västra del och på liknande vis runt Pyrenéerna.
I Sverige ursprungligen enbart som odlad kryddväxt, men kan finnas förvildad i närheten av kulturpåverkade områden.

### Utbredningskartor
- Norden
- Norra halvklotet

## Biotop
Spansk körvel växer i kulturpåverkad mark, lövskog och gräsmarker.

## Användning
Blad och frön kan användas som krydda i matlagning och brännvin. Kan i somliga matrecept ersätta fänkål, men är dåligt värmetålig.

## Etymologi
- Släktnamnet Myrrhis kan härledas från grekiska myrris, (jämför myrra) som syftar på att växten är väldoftande. [2]
- Artepitetet odorata kommer från latin odor, som betyder lukt eller doft. [1]

## Bilder

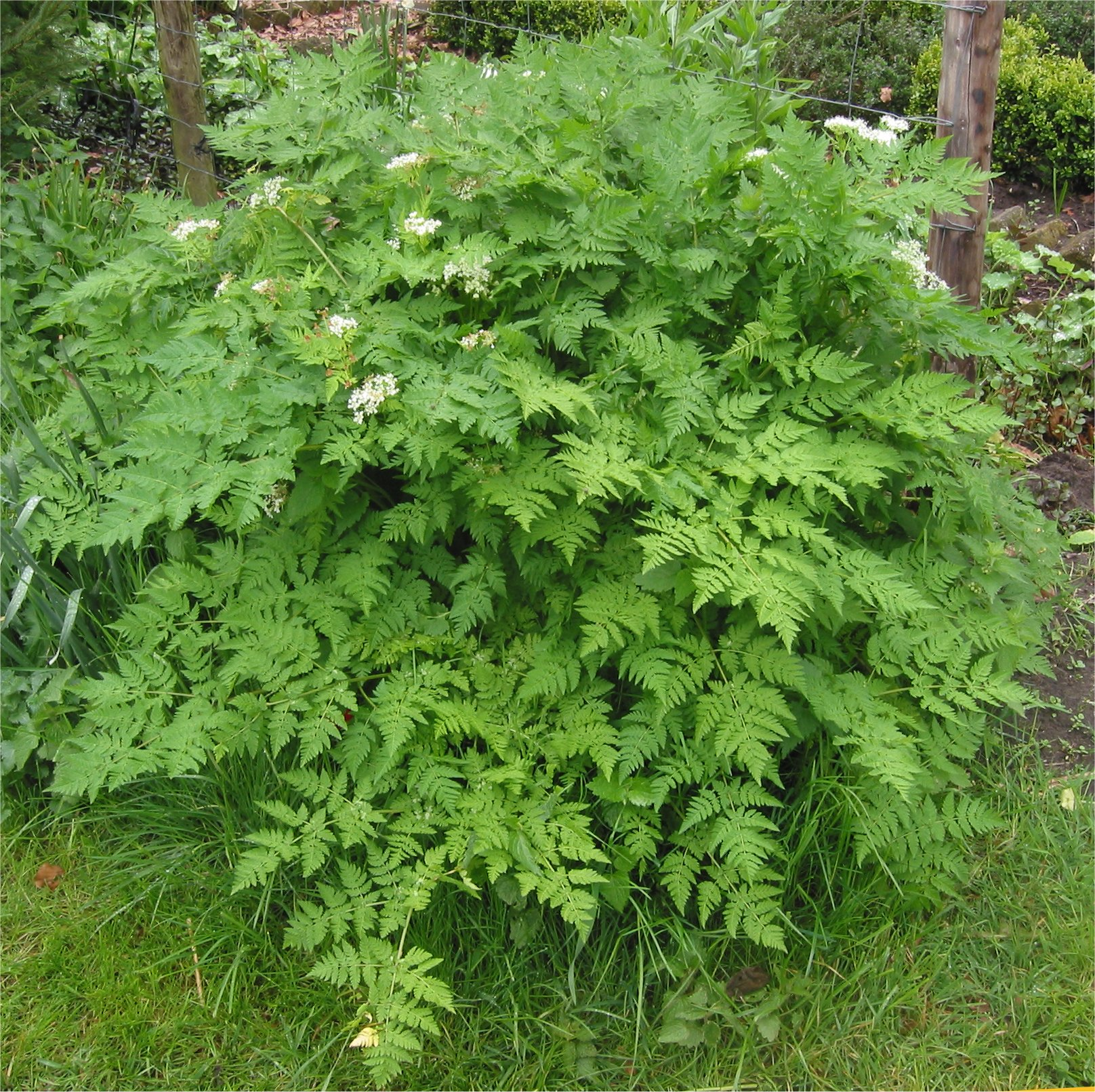
Vildväxande Spansk körvel
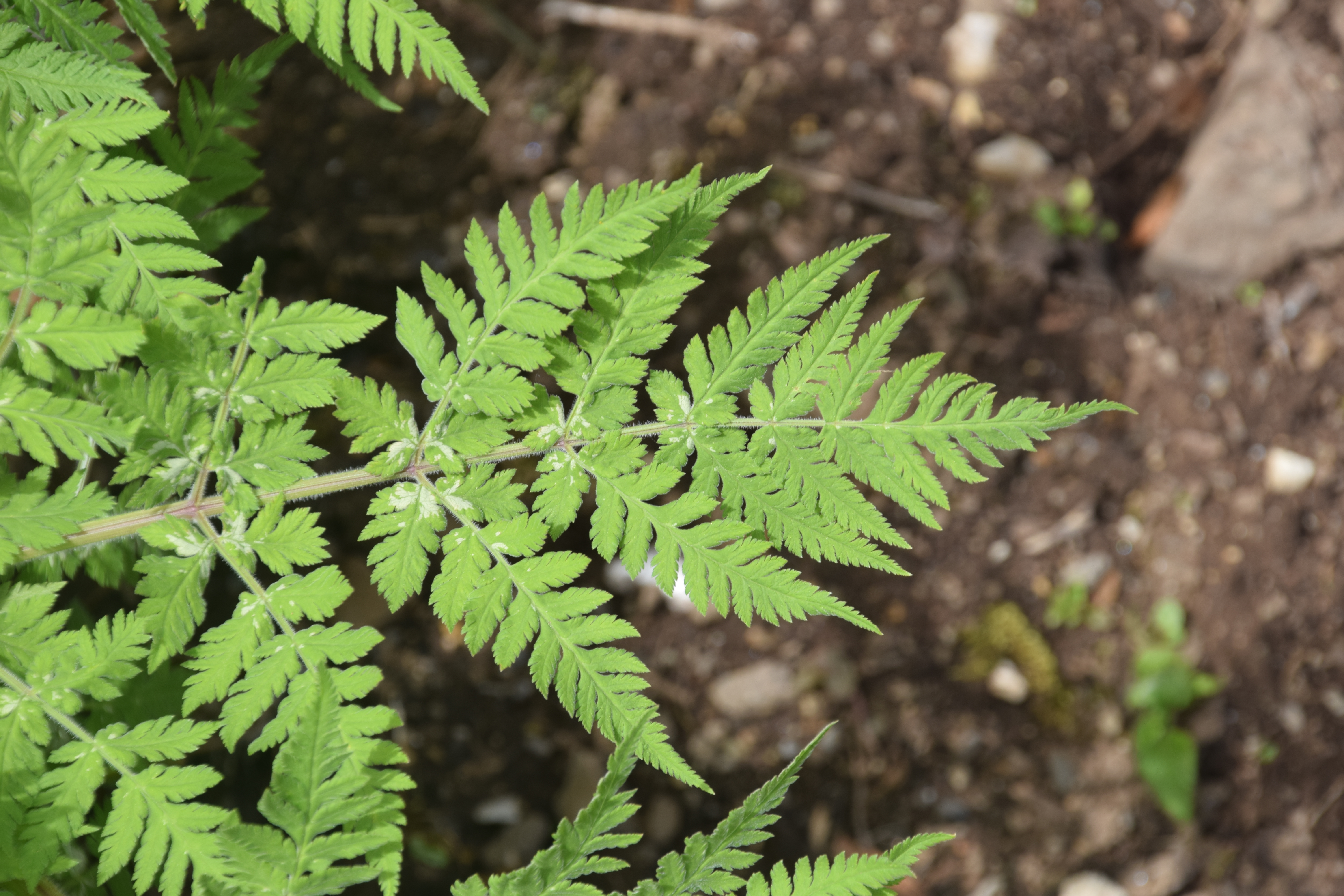
Stjälktopp
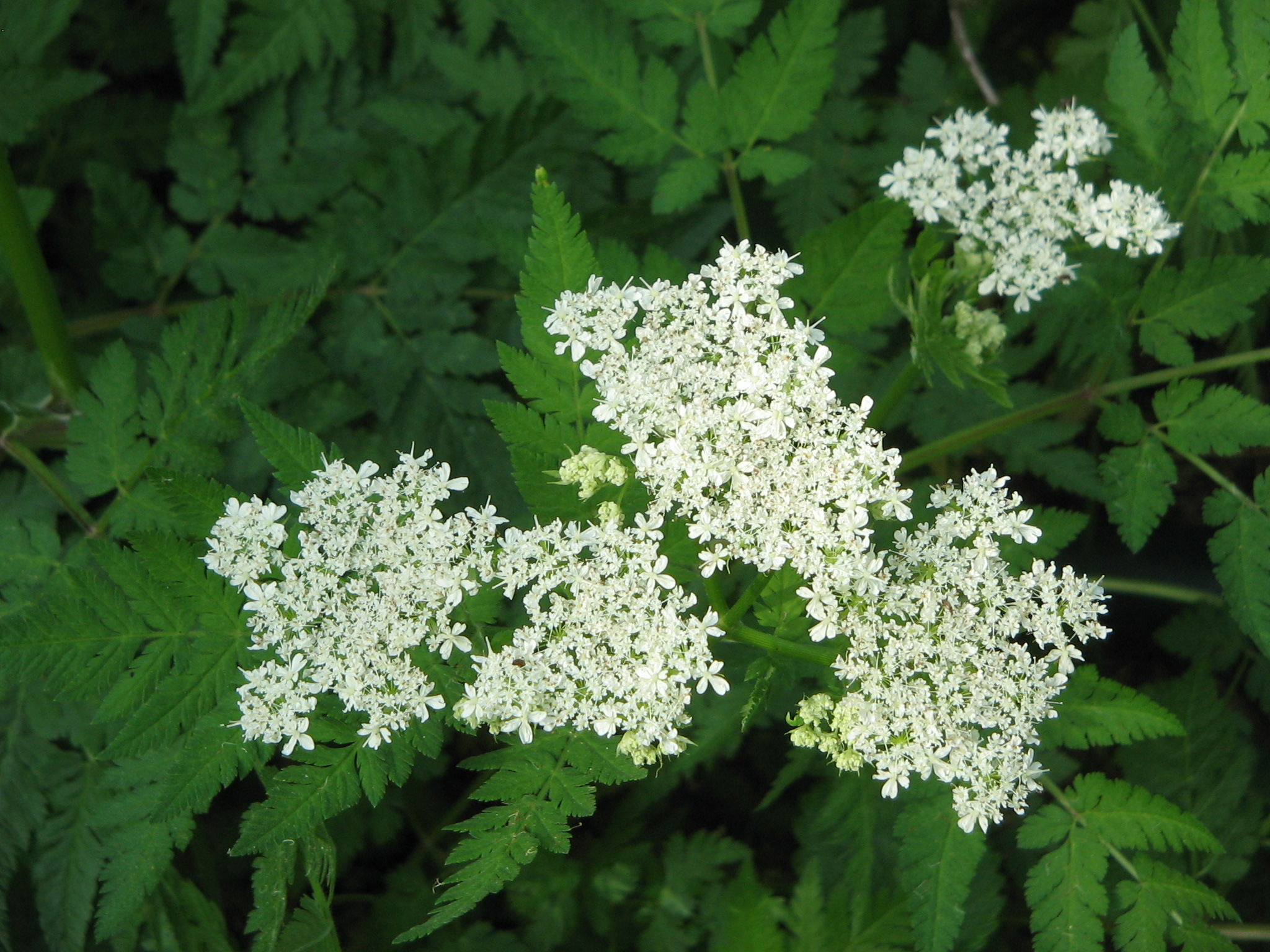
Blommande spansk körvel
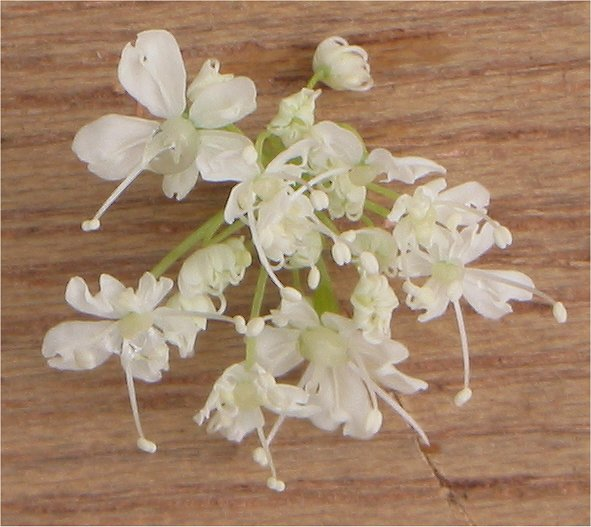
Blommor på nära håll
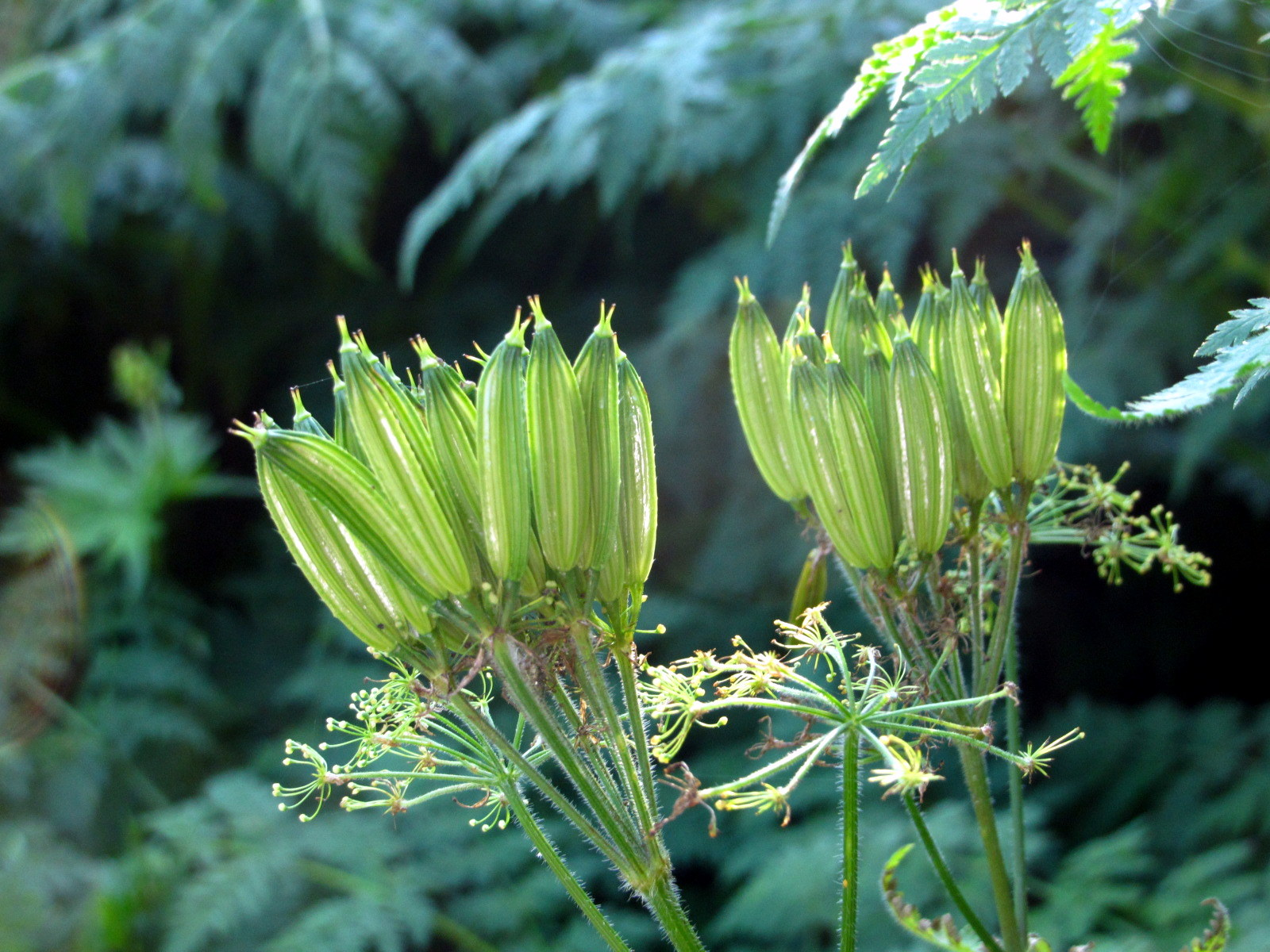
Omogna frukter
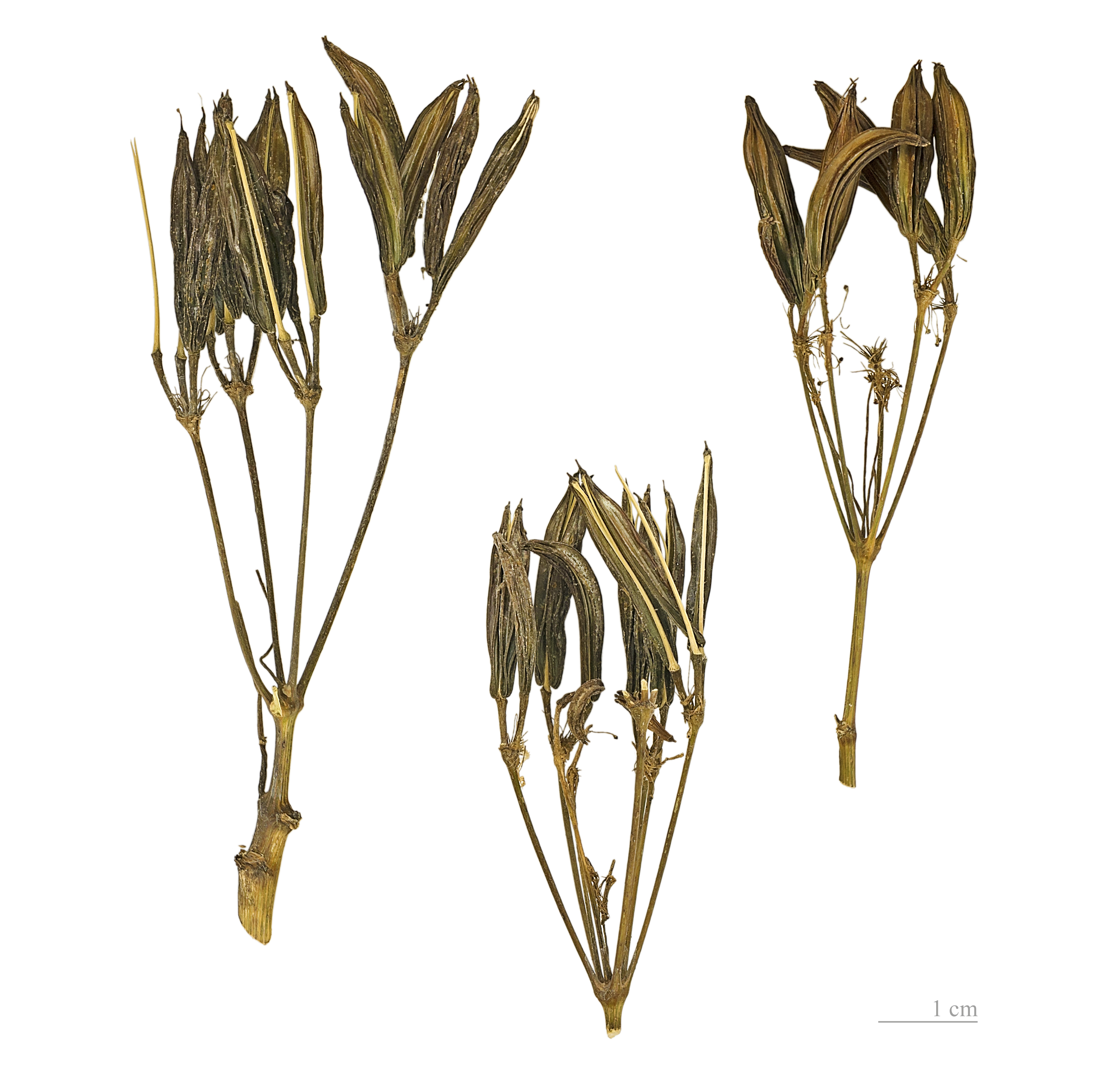
Mogna frukter